# Lex Publilia Voleronis
Droit romain et lois romaines
Lex Pinaria Furia
(472 av. J.-C.) Lex Terentilia
(462 av. J.-C.)
La Lex Publilia (en latin : Lex Publilia Voleronis ou Plebiscitum Publilium) est votée en 471 av. J.-C. à l'instigation du tribun de la plèbe Volero Publilius. Elle transfère l'élection des tribuns de la plèbe des comices curiates aux comices tributes, avec pour objectif de rendre les plébéiens politiquement indépendants des patriciens.

## Contexte
En 486 av. J.-C., Spurius Cassius Vecellinus, consul pour la troisième fois, propose une loi agraire, la Lex Cassia agraria, à la suite de la conquête de territoires sur les Herniques. Selon son projet, les terres récemment conquises seraient partagées entre les alliés Latins et les plébéiens afin qu'elles ne tombent pas dans le domaine public (ager publicus), accaparé par les patriciens. Ces derniers s'opposent fermement au projet de loi et parviennent à faire exécuter Vecellinus dès sa sortie de charge sous prétexte qu'il cherche, par son attitude favorable à la plèbe, à se constituer des soutiens suffisants pour devenir roi,. Malgré la mort de Vecellinus, la loi agraire proposée va provoquer des troubles internes et cristalliser la lutte entre les patriciens et les plébéiens autour de la question agraire. L'exécution de Vecellinus est une victoire pour le patriciat, dont les chefs des gentes les plus influentes vont monopoliser le pouvoir, faisant disparaître les noms plébéiens des Fastes consulaires pour les quinze années suivantes alors que depuis 504, un consul sur cinq est d'origine plébéienne.
Entre 486 et 471, date de la promulgation de la Lex Publilia, les tribuns de la plèbe se battent pour faire appliquer la loi agraire de Vecellinus et vont jusqu'à poursuivre en justice des consuls dès leur sortie de charge. Dans un premier temps, les accusations ne concernent pas directement le refus des patriciens de prendre en compte la loi agraire mais portent sur des échecs militaires subis par les consuls. Mais en 473, Cnaeus Genucius poursuit ouvertement les consuls de l'année passée pour leur opposition à la loi. Le tribun de la plèbe est retrouvé mort la veille du procès qui est annulé. Sa mort suspecte, il a probablement été assassiné à l'instigation des patriciens, provoque de graves troubles dans Rome, opposant les plébéiens et les patriciens. Les consuls tentent de procéder à la levée de l'armée pour prévenir une insurrection de la plèbe mais des émeutes éclatent. C'est durant ces émeutes que Volero Publilius s'illustre, devenant un héros aux yeux des plébéiens. De plus, l'action de Volero Publilius met en lumière le manque flagrant d'indépendance des tribuns de la plèbe lorsqu'il est malmené par les licteurs. Les tribuns n'interviennent pas, n'osant pas s'opposer à l'action du Sénat.

## Promulgation de la loi

### Premier tribunat plébéien de Publilius
Volero Publilius profite de sa popularité et en 473, il se fait élire tribun de la plèbe pour l'année 472. Dès son entrée en fonction, il propose une loi qui réorganise le mode d'élection des tribuns de la plèbe en transférant le vote des comices curiates vers les comices tributes. Selon Tite-Live, il s'agit d'un projet ambitieux qui s'attaque aux pouvoirs des patriciens en leur retirant celui de créer les tribuns. Le Sénat s'oppose fermement au projet de loi (Rogatio Publilia). En effet, si la loi est appliquée, c'est une assemblée des plébéiens qui se chargera d'élire les tribuns de la plèbe, sur la base des tribus de sorte que les clients des patriciens, qui n'ont pas de tribus, soient exclus du vote,. Pour les patriciens, l'enjeu est de taille car ils risquent de perdre leur contrôle sur les tribuns de la plèbe et à travers eux, sur les assemblées populaires et les décisions qu'elles prennent.

### Deuxième tribunat et passage de la loi
Volero Publilius est réélu l'année suivante pour mener à bien son projet, avec Caius Laetorius pour collègue. En réaction, les patriciens font en sorte qu'Appius Claudius Sabinus soit élu consul pour cette même année, en raison de son tempérament violent et intransigeant et en souvenir de l’hostilité que son père a manifesté envers la plèbe.
Claudius s’oppose physiquement au déroulement du vote, soutenus par de jeunes patriciens. Il proclame l’absence de représentativité des tribuns de la plèbe, qui à ses yeux ne sont pas des magistrats mais de simples particuliers, et tente de faire arrêter un tribun par un de ses licteurs. Une émeute est prête à éclater mais son collègue le consul Titus Quinctius Capitolinus Barbatus parvient de justesse à éviter en s’adressant à la population de façon plus conciliante et en obligeant Sabinus à se replier dans la Curie. Là, les sénateurs pressent Sabinus d’abandonner son attitude intransigeante qui risque d’engendrer des troubles civils. Isolé et privé d’appui politique, Sabinus doit laisser s’effectuer le vote. La loi à laquelle il s’oppose est finalement proclamée.

## Conséquences

### Extension du rôle des comices tributes
La Lex Publilia étend les compétences des comices tributes en ajoutant à ses fonctions l'élection des tribuns de la plèbe (rôle auparavant dévolu aux comices curiates) mais aussi le jugement des individus accusés par les tribuns, même s'il s'agit de patriciens, en vertu de leur pouvoir de coercitio (compétence transférée depuis les comices centuriates,). Les tribus commencent donc à acquérir un rôle politique important. Le processus de création de nouvelles tribus et la façon de répartir les citoyens romains dans les assemblées tributes deviennent alors deux des principaux enjeux des luttes entre patriciens et plébéiens pour les siècles à venir.
Si la promulgation de la Lex Publilia peut paraître comme une victoire de la plèbe sur le patriciat, les patriciens peuvent encore utiliser de nombreux recours pour conserver leur prééminence politique, s'appuyant notamment sur le fait qu'il n'existe pas de droit écrit et qu'ils sont seuls détenteurs de cette tradition orale qu'ils peuvent arranger à leur guise. Néanmoins, un tribun de la plèbe, Caius Terentilius Harsa, tente dès 462 d'y remédier en proposant une nouvelle loi, la Lex Terentilia, qui prévoit d'instaurer une commission de cinq membres chargés d'établir clairement les limites du pouvoir consulaire.
Pour les quinze années qui suivent le passage de la Lex Publilia, un cinquième des noms inscrits sur les Fastes consulaires est d'origine plébéienne, retrouvant le ratio d'avant 486. Mais la loi a aussi eu des conséquences probablement inattendues qui ont affaibli le pouvoir des tribuns malgré l'élargissement des compétences des comices tributes. En effet, étant donné que les tribuns ne sont plus élus par les comices curiates, présidées par le pontifex maximus et qui bénéficient d'une autorisation préalable du Sénat, les tribuns élus perdent en légitimité d'un point de vue religieux et légal. De plus, comme le vote n'est plus accessible qu'à une partie du peuple, les patriciens nient le fait qu'un tribun puisse s'exprimer pour le peuple dans son ensemble.

### Augmentation du nombre de tribuns
Il est possible que cette loi double également le nombre de tribuns de la plèbe, passant de deux à quatre, voire à cinq,. Il faut attendre 449 av. J.-C. pour que le collège des tribuns compte finalement dix membres.